# Staleochlora brevipennis
Staleochlora brevipennis är en insektsart som först beskrevs av Bruner, L. 1911.  Staleochlora brevipennis ingår i släktet Staleochlora och familjen Romaleidae. Inga underarter finns listade i Catalogue of Life.